# Burton (Michigan)
Burton – miasto w Stanach Zjednoczonych, w stanie Michigan, w hrabstwie Genesee, jest przedmieściem Flint.